# Aeroportul El Banco
Aeroportul El Banco Apt. (IATA: ELB, ICAO: SKBC) este un aeroport din Departamentul Magdalena, Columbia ce deservește zona El Banco⁠(d). Aeroportul a fost tranzitat în 2021 de 6 pasageri.
Situat la o altitudine de 34 m, aeroportul dispune de o singură pistă.